# Prasiolales
Prasiolales, red zelenih algi u razredu Trebouxiophyceae. Postoji preko 130 vrsta u najmanje dvije porodice, i nekoliko vrsta čiji je status u redu nesiguran, incertae sedis.

## Porodice
1. Koliellaceae Hindák
2. Prasiolaceae F.F.Blackman & A.G.Tansley
3. Prasiolales incertae sedis